# Iris Murdoch
Jean Iris Murdoch (Dublin, 15 de julho de 1919 - Oxford, 8 de fevereiro de 1999) foi uma escritora e filósofa irlandesa.
Frequentou escolas progressistas, primeiramente a Froebel Demonstration School e depois a Badminton School, em Bristol. Estudou Literaturas Clássicas, História Antiga e Filosofia na Somerville College, tendo efectuado uma pós-graduação também em Filosofia. Foi membro activo do Partido Comunista até se distanciar da ideologia; trabalhou na U.N.N.R.A. e deu aulas no Royal College of Art. A partir de 1963 dedicou-se à escrita, tendo produzido 26 romances em 40 anos, os últimos escritos já enquanto sofria de Alzheimer.
Em 1956 casou-se com John Bayley, crítico e professor. Faleceu a 8 de Fevereiro de 1999 em Oxford.
Em 2008, o The Times nomeou-a na sua lista dos "50 maiores escritores britânicos desde 1945".
A sua história está retratada num filme de Richard Eyre intitulado Iris (2001), protagonizado por Kate Winslet e Judi Dench.
Em uma de suas obras mais conhecidas, A Soberania do Bem, ela aborda o conceito platônico de Ideia do Bem na psicanálise como necessário à moralidade e ao desenvolvimento da alma. Ele critica os existencialistas com um caráter "demoníaco" (relativo à potência do conceito grego daemon) insuficiente, pois afirma que o bem é real, e que só os “corrompidos pela filosofia” não acreditam que ele é real, e define sua filosofia como “naturalismo inclusivo não dogmático”. Em todas as obras dela o embate com os filósofos pode ser observado, tendo como inimigo o caráter fatalista que o pensamento existencialista desencadeou. Considerava a arte importantíssima, já que ela se opõe ao egoísmo e revela o real e o verdadeiro.

### Romances
- Under the Net (1954) [Sob a Rede] Pt-PT
- The Flight from the Enchanter (1956) [Os Olhos da Aranha] Pt-PT
- The Sandcastle (1957)
- The Bell (1958) [O Sino] Pt-PT
- A Severed Head (1961) [Uma Cabeça Decepada] Pt-PT
- An Unofficial Rose (1962) [Rosa Bravia] Pt-PT
- The Unicorn (1963) [O Unicórnio] Pt-PT
- The Italian Girl (1964)
- The Red and the Green (1965)
- The Time of the Angels (1966) [O Tempo dos Anjos] Pt-PT
- The Nice and the Good (1968) [Ser Bom Não Basta] Pt-PT
- Bruno's Dream (1969)
- A Fairly Honourable Defeat (1970)
- An Accidental Man (1971) [Um Homem Acidental] Pt-PT
- The Black Prince (1973) [O Príncipe Negro] Pt-PT
- The Sacred and Profane Love Machine (1974) [A Máquina do Amor: Sagrado e Profano] Pt-PT
- A Word Child (1975)
- Henry and Cato (1976) [Henry e Cato] Pt-PT
- The Sea, the Sea (1978) [O Mar, O Mar] Pt-PT, vencedor do Booker Prize.
- Nuns and Soldiers (1980)
- The Philosopher's Pupil (1983)
- The Good Apprentice (1985) [O Bom Aprendiz] Pt-PT
- The Book and the Brotherhood (1987)
- The Message to the Planet (1989)
- The Green Knight (1993) [O Cavaleiro Verde] Pt-PT
- Jackson's Dilemma (1995) [O Dilema de Jackson] Pt-PT

### Contos
- Something Special (1957) [Algo de Especial] Pt-PT

### Filosofia
- Sartre: Romantic Rationalist (1953)
- The Sovereignty of Good (1970)
- The Fire and the Sun (1977)
- Metaphysics as a Guide to Morals (1992)
- Existentialists and Mystics (1997)

### Peças
- A Severed Head (com J. B. Priestley, 1964)
- The Italian Girl (com James Saunders, 1969)
- The Three Arrows & The Servants and the Snow (1973)
- The Servants (1980)
- Acastos: Two Platonic Dialogues (1986) [Acasto: Dois Diálogos Platónicos] Pt-PT
- The Black Prince (1987)

### Poesia
- A Year of Birds (1978; edição revista, 1984)
- Poems by Iris Murdoch (1997)